# Luigi d'Aragona
Luigi d'Aragona (Napels, 7 september 1474 – Rome, 21 januari 1519) was een Italiaans kardinaal. Hij was een vertrouweling van de pausen Julius II en Leo X, maakte een bekende reis door Europa, en wordt verdacht van een eremoord op zijn zus en haar gezin.

## Jonge jaren
Hij was de oudste zoon van Arrigo d'Aragona en Polissena de Centellas. Zijn vader was een buitenechtelijk kind van Ferdinand I, de koning van Napels die geboren was in Aragon. Luigi was nog een kleuter toen zijn vader stierf en hij het markizaat van Gerace erfde. Hij trouwde op 3 juni 1492 in het Vaticaan met Battistina Usodimare Cybo (1477-1523), de 14-jarige nicht of kleindochter van paus Innocentius VIII. De fastueuze bruiloft werd bijgewoond door vorsten en kerkprinsen. De paus stierf enkele maanden later en zijn opvolger Alexander VI annuleerde het huwelijk in maart 1494 om Luigi toe te laten carrière te maken in de Kerk. Zijn titel van markies stond hij af aan zijn broer Carlo.

## Kerkelijke loopbaan

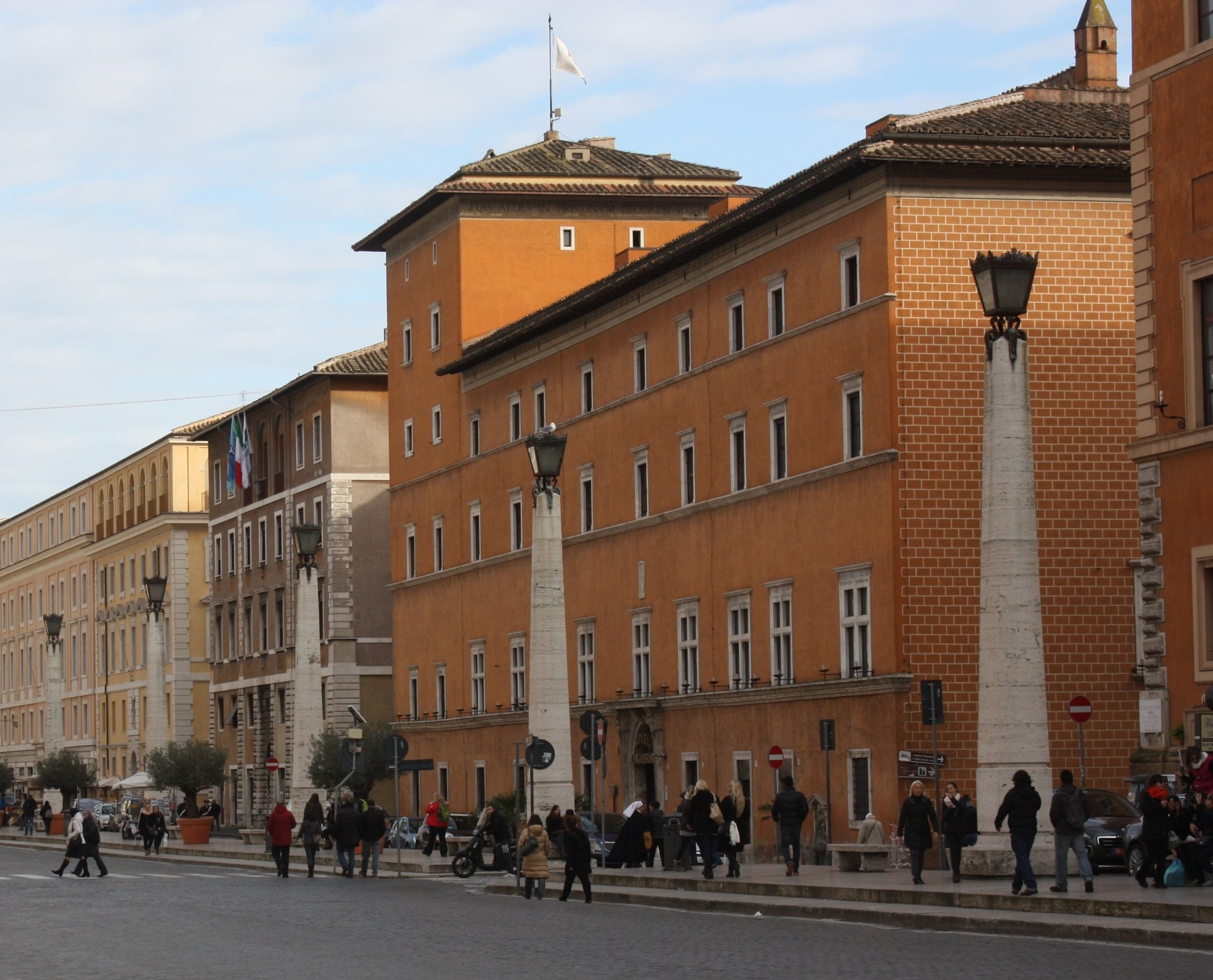
De residentie van Aragona in Rome, tegenwoordig het Palazzo dei Penitenzieri aan de Via della Conciliazione

Aragona ontving de tonsuur op 6 mei 1494 van aartsbisschop Alessandro Carafa in het aartsbisschoppelijk paleis van Napels. Hij werd apostolisch protonotaris en paus Alexander VI maakte hem kardinaal-diaken in pectore. Geen twee jaar later, op 19 februari 1496, trad deze creatie in voege doordat ze wereldkundig werd gemaakt op het consistorie. De 21-jarige ontving de rode kardinaalshoed en de titelkerk Santa Maria in Cosmedin.
Op 10 december 1498 werd Aragona apostolisch administrator van de zetel van Lecce. Dit soort functies zou hij aan elkaar rijgen. In 1499 vergezelde hij de jonge koningin-douairière Johanna van Napels op een diplomatieke missie naar Spanje en vandaaruit reisde hij naar Frankrijk. In 1501 werd de kardinaal apostolisch administrator van Aversa, wat hij combineerde met kortere administraties in Policastro, Cappacio, Cádiz, León en Cava.
Wegens de dood van paus Alexander VI reisde hij naar Rome voor het conclaaf. Na zijn aankomst op 10 september 1503 nam hij deel aan de pausverkiezing van Pius III, en in oktober aan die van paus Julius II. Telkens steunde hij de Franse kandidaat Georges d'Amboise, maar tevergeefs. Nochtans zou Aragona een van de dichtste raadgevers worden van de "verschrikkelijke paus" Julius II. Zijn trouw zal mee gevoed zijn door de hoop dat de paus hem op de Napolitaanse troon zou plaatsen, die was toegevallen aan Spanjaarden. In 1507 ging de kardinaal naar Venetië en tijdens de Oorlog van de Liga van Kamerijk vergezelde hij op 2 januari 1511 de paus voor het beleg van Mirandola. Hij was aanwezig op de opening van het Vijfde Lateraans Concilie, dat hem belastte met de hervorming van de kerk.
De dood van Julius II creëerde een nieuwe politieke situatie. Aragona was onder de 25 deelnemers aan het conclaaf van 1513. Hij koesterde misschien persoonlijke ambities en werd door sommigen beschouwd als papabile, maar koos uiteindelijk mee voor paus Leo X uit de familie Medici. Door het pacificatiebeleid van Leo X kon Aragona geen prominent politieke opdrachten meer vervullen, wat niet verhinderde dat hun verstandhouding uitstekend was en ze elkaar vonden in hun liefde voor pracht en praal. Aragona was puissant rijk, mee dankzij een erfenis van Beatrix van Napels, en toonde zich een gulle mecenas voor kunstenaars en auteurs als Giangiorgio Trissino en Pietro Martire di Anghiera. Op zijn verzoek hief de nieuwe paus op 10 april 1513 de censuur tegen hertog Alfonso I d'Este op. Van 1513 tot 1518 diende de kardinaal als legaat a latere in het markgraafschap Ancona en als vicaris-generaal met bijzondere machten. Terug in Rome resideerde hij in het Palazzo San Clemente en organiseerde hij voor Leo X vrolijke jachtpartijen in Magliana. In 1516 vergezelde hij de paus op een reis naar Noord-Italië. Hij kreeg nieuwe administraties in Alessano (1517-1518) en Nardò (1517-1519).

## Reis en dood
In april 1517 verliet hij Rome voor een rondreis door Oostenrijk, Duitsland, de Lage Landen en Frankrijk. Zijn gevolg telde bijna veertig personen, onder wie secretaris Antonio de Beatis, die alles optekende. Aragona had een ontmoeting met keizer Karel V in Middelburg, inspecteerde te Brussel de stand van een pauselijke bestelling wandtapijten, werd ontvangen door de Franse koning Frans I en zocht de oude Leonardo da Vinci op in Cloux.
Ondanks al deze activiteiten ontstonden er in Rome verdenkingen toen Alfonso Petrucci gearresteerd werd vanwege een moordcomplot tegen de paus. Was Aragona op reis gegaan om niet te moeten getuigen, of erger nog, was hij zelf bij de samenzweerders? Het is onwaarschijnlijk. De reislust van de kardinaal was gedreven door oprechte nieuwsgierigheid naar vreemde landen. Ook Leo X koesterde geen wantrouwen, want Aragona werd op 16 maart 1518 hartelijk ontvangen in Rome en bleef een favoriet aan het hof.
Nog geen jaar na zijn terugkeer overleed Aragona in de fleur van zijn leven. Drie dagen eerder had hij zijn erfgenamen aangeduid in zijn testament: Federico d'Aragona, hertog Enrico Orsini en graaf Enrico Pandano. De dichteres Tullia d'Aragona beweerde dat ze de vrucht was een verbintenis tussen de kardinaal en de courtisane Giulia Campana, maar echte aanwijzingen daarvoor zijn er niet. Hij is begraven in de Santa Maria sopra Minerva.

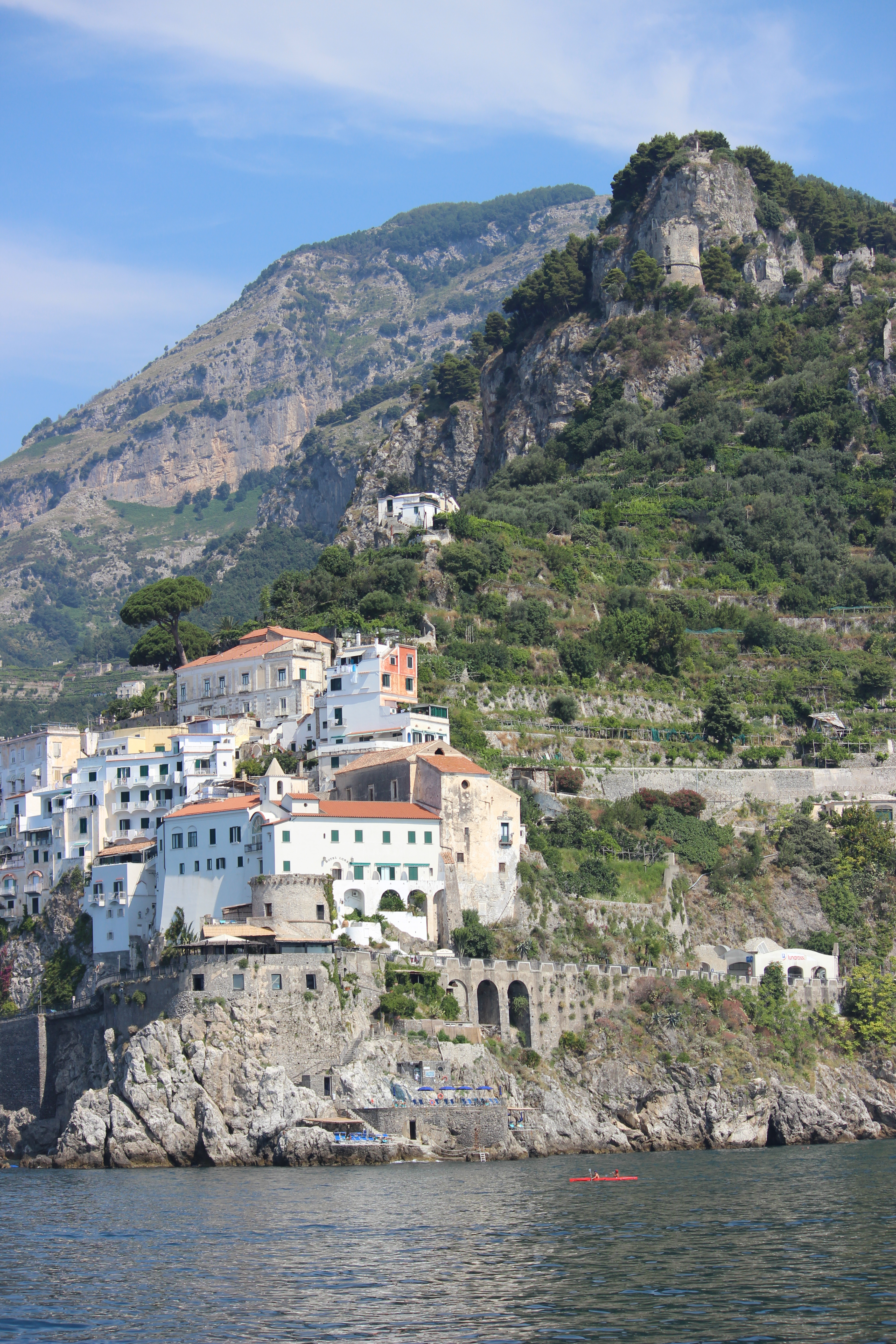
De Torre dello Ziro (boven rechts) aan de Amalfitaanse kust

## Eremoord?
De kardinaal wordt ervan verdacht een eremoord te hebben bevolen op zijn zus Giovanna, haar echtgenoot en hun twee kinderen. Giovanna d'Aragona (), hertogin-weduwe van Amalfi, was in het geheim hertrouwd met haar laagadellijke majordomus Antonio Beccadelli di Bologna () en had met hem twee kinderen gekregen. Toen dat in november 1510 in de openbaarheid kwam, sloeg ze met haar kinderen op de vlucht voor de woede van de kardinaal en zijn broer Carlo. Ze werden onderschept en opgesloten in de Torre dello Ziro bij Amalfi, waarna geen van hen ooit nog is weergezien. Beccadelli werd vermoord in 1513.
Volgens een novelle van Matteo Bandello uit 1554 hebben de broers hun zus en haar kinderen laten wurgen en hebben ze Daniele da Bozolo met drie handlangers Beccadelli laten ombrengen. François de Belleforest adapteerde de novelle in het Frans, en via deze weg nam William Painter het verhaal op in The Palace of Pleasure (1567). Enkele decennia later baseerde John Webster zich op Painters tekst voor zijn wraaktragedie The Duchess of Malfi (1613). In Spanje putte Lope de Vega uit de Bandello-vertaling Historias trágicas exemplares (1589) voor zijn stuk El mayordomo de la Duquesa Amalfi (1618).

## Voetnoten
1. ↑  Il signor Antonio Bologna sposa la duchessa di Malfi e tutti dui sono ammazzati, novella XXVI uit La prima parte de le novelle de Bandello, 1554
2. ↑  Le second tome des histoires tragiques, extraites de l'italien de Bandel, Parijs, R. Le Magnier, 1566
3. ↑  The second Tome of the Palace of Pleasure, Londen, Henry Binneman, 1567